# گمینا چژو
گمینا چژو (به لهستانی:  Gmina Czyżew) یک گمینا در لهستان است که در شهرستان وسوکیه مازوویتسکیه واقع شده‌است. گمینا چژو ۱۲۳٫۴ کیلومتر مربع مساحت و ۶٬۵۵۰ نفر جمعیت دارد.